# World Online
World Online was een van de grootste internetproviders van Nederland, tot na de dramatische beursnotering op 17 maart 2000 en de overname door Tiscali later dat jaar.

## Geschiedenis
In 1995 richtte Nina Brink World Online op en een jaar later konden de eerste klanten gebruikmaken van de diensten van World Online. De Nederlandse Spoorwegen, omroepvereniging TROS en telecombedrijf Telfort investeerden grote bedragen in World Online, dat de grootste internetprovider van Europa moest worden. In 1998 startten de voorbereidingen voor de beursgang van World Online, nadat de Zwitserse familie Sandoz een meerderheidsbelang in World Online nam voor $ 150 miljoen. Brink begon met de voorbereidingen van de beursgang van World Online, en werd in korte tijd het symbool van de Nieuwe Economie. Haar voornaamste adviseur was Rijkman Groenink van de ABN AMRO Bank NV.

## Beursgang
Op vrijdag 17 maart 2000 vond de beursgang plaats, die 20 keer was overtekend. Geholpen door een enorme reclamecampagne en veel media-aandacht, verdrongen beleggers zich rondom het nieuwe aandeel. Het aandeel World Online noteerde een koers van 43 euro, waarmee de totale waarde van World Online 12 miljard euro was. De foto van Nina Brink, die triomfantelijk de camera inkijkt met beide duimen omhoog, sierde alle kranten en televisieprogramma's. Het aandeel opende op 50,20 euro, zo’n 17% boven de inschrijvingsprijs. Enkele grote aandeelhouders, waaronder de TROS, de Nederlandse Spoorwegen en Telfort verkochten nog die eerste dag hun belang. Tegen de hooggespannen verwachtingen in, steeg de koers van het aandeel op de eerste handelsdag slechts met € 0,20.
Maandag 20 maart 2000 ging het mis. De verkooporders van de grote aandeelhouders wekten argwaan bij de andere beleggers en het regende verkooporders. De koers van het aandeel daalde met tientallen procenten in enkele weken tijd. Al snel werd bekend dat Nina Brink enkele weken voor de beursgang haar eigen aandelen had verkocht voor € 6, nog geen zevende deel van de introductiekoers. Veel beleggers zeggen niet van dit feit op de hoogte te zijn geweest, alhoewel het (zij het enigszins verbloemd en op pagina 99) wel in het prospectus stond. Drie weken na de introductie, op 3 april 2000, was de koers gehalveerd en noteerde het aandeel € 19,25.
Veel van de kritiek richtte zich op Nina Brink persoonlijk. Op 13 april 2000, nog geen maand na de beursgang, werd ze door de Raad van Commissarissen ontslagen als bestuursvoorzitter en niet veel later vertrok ze bij World Online. De Italiaanse internetprovider Tiscali nam World Online over voor in totaal € 5,66 miljard in Tiscali-aandelen of € 20 per aandeel.

## Rechtszaken
Justitie begon een strafzaak, maar de rechtbank oordeelde dat het prospectus geen onjuiste of misleidende informatie bevatte. Wel werd Brink in een civiele zaak eind 2003 veroordeeld wegens misleiding van aandeelhouders door tijdens een persconferentie te ontkennen dat ze aandelen had verkocht. Volgens de rechtbank had ze hierbij moeten vertellen dat ze enkele maanden eerder wel aandelen had verkocht. De nieuwe eigenaar van World Online, Tiscali, zou de gedupeerde beleggers een schadevergoeding moeten betalen.
Op 27 november 2009 vernietigde de Hoge Raad de eerdere uitspraak van het gerechtshof en stelde dat World Online zich bij haar beursgang wel degelijk schuldig heeft gemaakt aan misleiding. Dit omdat zij niet duidelijk naar buiten zou hebben gebracht dat Nina Brink haar eigen aandelen al van de hand had gedaan. Ook enkele banken die het bedrijf bij de beursgang hebben ondersteund zijn schuldig bevonden aan misleiding; zo heeft ABN AMRO zelf aandelen gekocht van World Online om de koers van het aandeel op te voeren.
Gedupeerden hadden na deze uitspraak van de Hoge Raad de mogelijkheid om alsnog stappen te nemen tegen World Online. Op 14 augustus 2012 kwam naar buiten dat circa twaalfduizend beleggers via de Vereniging van Effectenbezitters (VEB) € 28 bovenop hun resterende beurskoers terugkregen van de introducerende banken Goldman Sachs en de Royal Bank of Scotland, de rechtsopvolger van de zakenbank van ABN AMRO. Gelet op het uitgekeerde bedrag van € 110 miljoen had maar een klein deel van de beleggers een procedure via de VEB aangespannen.

## Voetnoot
1. ↑  Beursgang World Online teleurstelling. retro.nrc.nl (17 maart 2000). Geraadpleegd op 28 februari 2025.
2. 1 2 3  VEB Het drama World Online, geraadpleegd op 7 mei 2014
3. ↑  "Zij heeft (geconverteerd, zie hierna onder (iv)) 14.898.500 aandelen World Online tegen een prijs van $ 6,04 per aandeel verkocht aan respectievelijk Mallowdale Corporation N.V., Reggeborgh Participaties B.V. en BayStar Capital LP (hierna: Mallowdale, Reggeborgh, respectievelijk BayStar).", eindoordeel Hoge Raad 27-11-2009
4. ↑  Computerworld Tiscali neemt World Online over, 7 september 2000, geraadpleegd op 7 mei 2014
5. ↑  De Hoge Raad heeft vastgesteld dat World Online en de banken die de beursgang hebben begeleid onrechtmatig hebben gehandeld: World Online heeft een te rooskleurig beeld geschetst naar beleggers en de banken hebben dat beeld bevestigd.'"`UNIQ--ref-00000000-QINU`"'